# Armada distincta
Armada distincta là một loài bướm đêm trong họ Noctuidae.